# Saint-Quirin
Saint-Quirin (Duits: Sankt Quirin im Saargau) is een gemeente in het Franse departement Moselle (regio Grand Est). Saint-Quirin telde op 1 januari 2022 693 inwoners. De plaats maakt deel uit van het arrondissement Sarrebourg. De gemeente ligt in de Boven-Saargau, tegen de Elzas aan en is lid van Les Plus Beaux Villages de France.

## Geografie
De oppervlakte van Saint-Quirin bedroeg op 1 januari 2022 53,34 vierkante kilometer; de bevolkingsdichtheid was toen 13 inwoners per km².

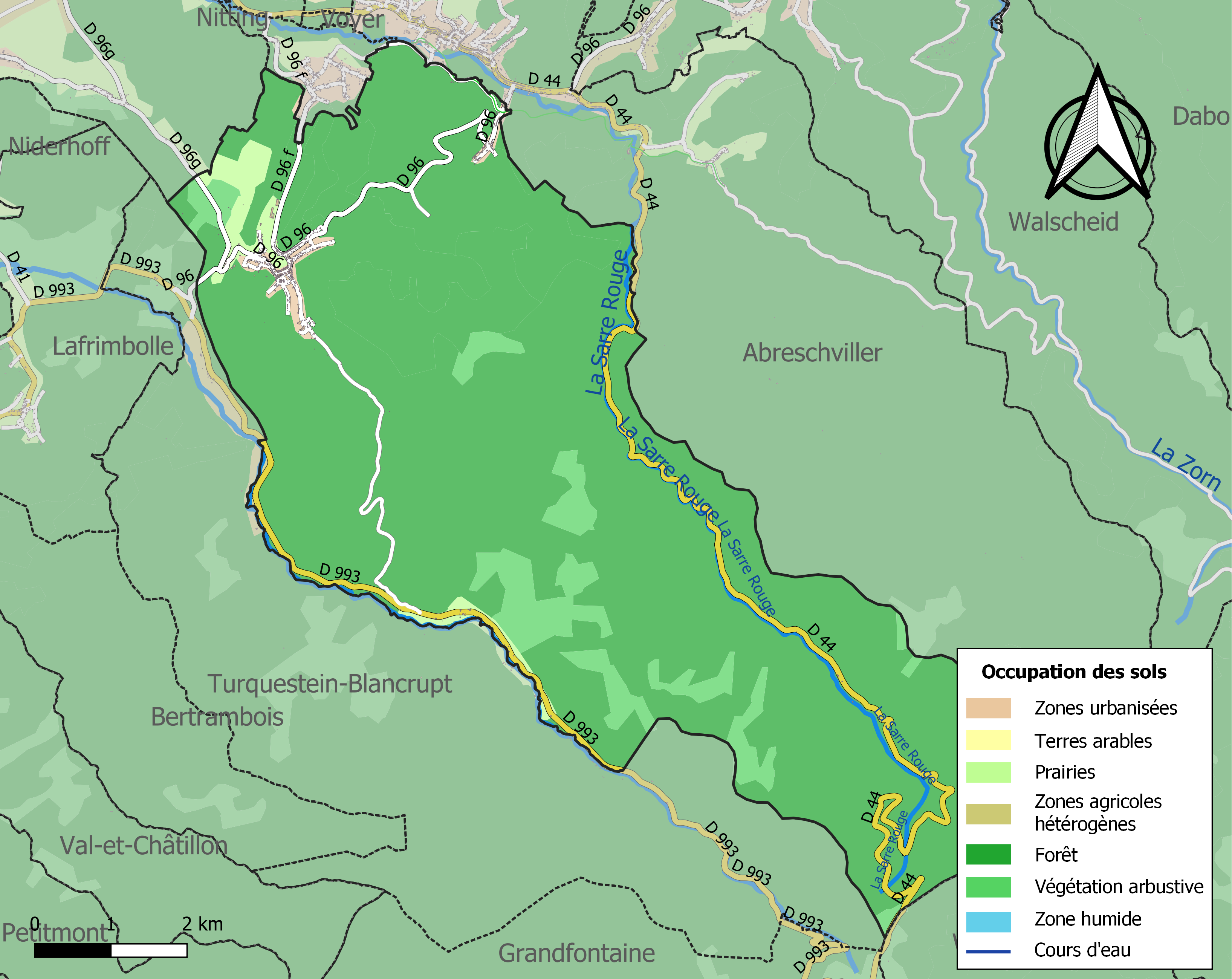
Kaart van de gemeente met de belangrijkste infrastructuur, bodemgebruik en omliggende gemeenten

## Demografie
Onderstaande figuur toont het verloop van het inwonertal (bron: INSEE-tellingen).